# Щит-82

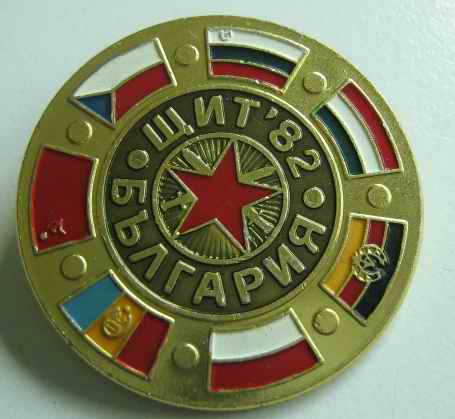
Нагрудний знак учасникам навчань в Болгарії

Щит-82 — кодова назва стратегічних навчань армії та флоту СРСР та країн Варшавського договору, що проходили з 14 червня по 30 вересня 1982 року. По закінченню навчань 1 жовтня 1982 у Бургасі відбувся парад військ, що брали участь в остаточній фазі навчань. Щит-82 був планом Операції РЯН задля протидії нападу з боку США.
На Заході навчання отримали назву «семигодинної ядерної війни» (Seven-hour Nuclear War). Через нетривалий час після завершення навчань, 23 березня 1983 року президент США Рональд Рейган проголосив Стратегічну оборонну ініціативу (СОІ).